# Бехово (Куявсько-Поморське воєводство)
Бехово (пол. Biechowo) — село в Польщі, у гміні Джицим Свецького повіту Куявсько-Поморського воєводства.
Населення — 118 осіб (2011).
У 1975-1998 роках село належало до Бидгощського воєводства.

## Демографія
Демографічна структура станом на 31 березня 2011 року:
|          | Загалом | Допрацездатний вік | Працездатний вік | Постпрацездатний вік |
| -------- | ------- | ------------------ | ---------------- | -------------------- |
| Чоловіки | 52      | 18                 | 31               | 3                    |
| Жінки    | 66      | 15                 | 41               | 10                   |
| Разом    | 118     | 33                 | 72               | 13                   |